# Челябинский государственный университет
Челя́бинский госуда́рственный университе́т — высшее учебное заведение в Челябинске, один из ведущих научных центров Южного Урала. Основан в 1976 году.
Официальное название — федеральное государственное бюджетное образовательное учреждение высшего образования «Челябинский государственный университет».

## История
3 апреля 1974 года Совет министров СССР принял постановление № 690 о создании Челябинского государственного университета. 4 октября 1976 года состоялось его официальное открытие, созданы два факультета: физико-математический и историко-филологический. Первым ректором назначен член-корреспондент Академии педагогических наук СССР, профессор Семён Егорович Матушкин
В 1980 году открыты пять факультетов: математический, физический, экономический, исторический, филологический. В 1981 году была открыта аспирантура по 4 специальностям. Налажена совместная исследовательская работа с ведущими научными организациями и предприятиями области, в частности с КБ им. академика В. П. Макеева, РФЯЦ ВНИИТФ им. академика Е. И. Забабахина, ПО «Маяк», Миасским машиностроительным заводом и другими.
В 1987 году на территории Челябинской области учеными университета открыт уникальный протогород «Аркаим» возрастом более 4 тысяч лет. В этом же году ректором стал лауреат Государственной премии СССР, доктор физико-математических наук, профессор В. Д. Батухтин. В последующие годы число структурных подразделений университета возросло до 19 факультетов, 6 институтов, 91 кафедры
В 1991 году начался выпуск научного журнала Вестник Челябинского государственного университета, в Челябинске создан Челябинский научный центр УрО РАН в работе которого активно участвуют ученые университета.
В 1994 году открыта докторантура, ЧелГУ стал участником международной программы TEMPUS.
С 2001 года выпускникам осуществляется выдача единого европейского приложения к диплому
В 2004 году ректором избран доктор экономических наук, профессор Андрей Юрьевич Шатин
В 2004 году ЧелГУ стал членом Ассоциации классических университетов России, Евразийской Ассоциации университетов, Международной ассоциации университетов при ЮНЕСКО. Университету присвоен статус окружного учебно-методического центра по обучению инвалидов Уральского федерального округа
В 2014 году ректором университета избрана Диана Александровна Циринг, доктор психологических наук, профессор.
Осенью 2015 года был поднят вопрос об объединении Челябинского государственного университета с Челябинским государственным педагогическим университетом с созданием Евразийского государственного гуманитарно-педагогического университета, но стороны не пришли к соглашению.
В мае 2018 года открыт факультет фундаментальной медицины
В 2019 году на выборах ректора победу одержал декан физического факультета Сергей Валерьевич Таскаев, доктор физико-математических наук.
В 2023 году были заключены соглашения между университетом и Федерацией Баскетбола Челябинской области, хоккейным клубом Трактор, волейбольным клубом Динамо-Метар, футбольным клубом Челябинск, ватерпольным клубом Уралочка
В 2024 году Сергей Таскаев был переизбран на пост ректора ЧелГУ, до 2029 года.

## Структура университета

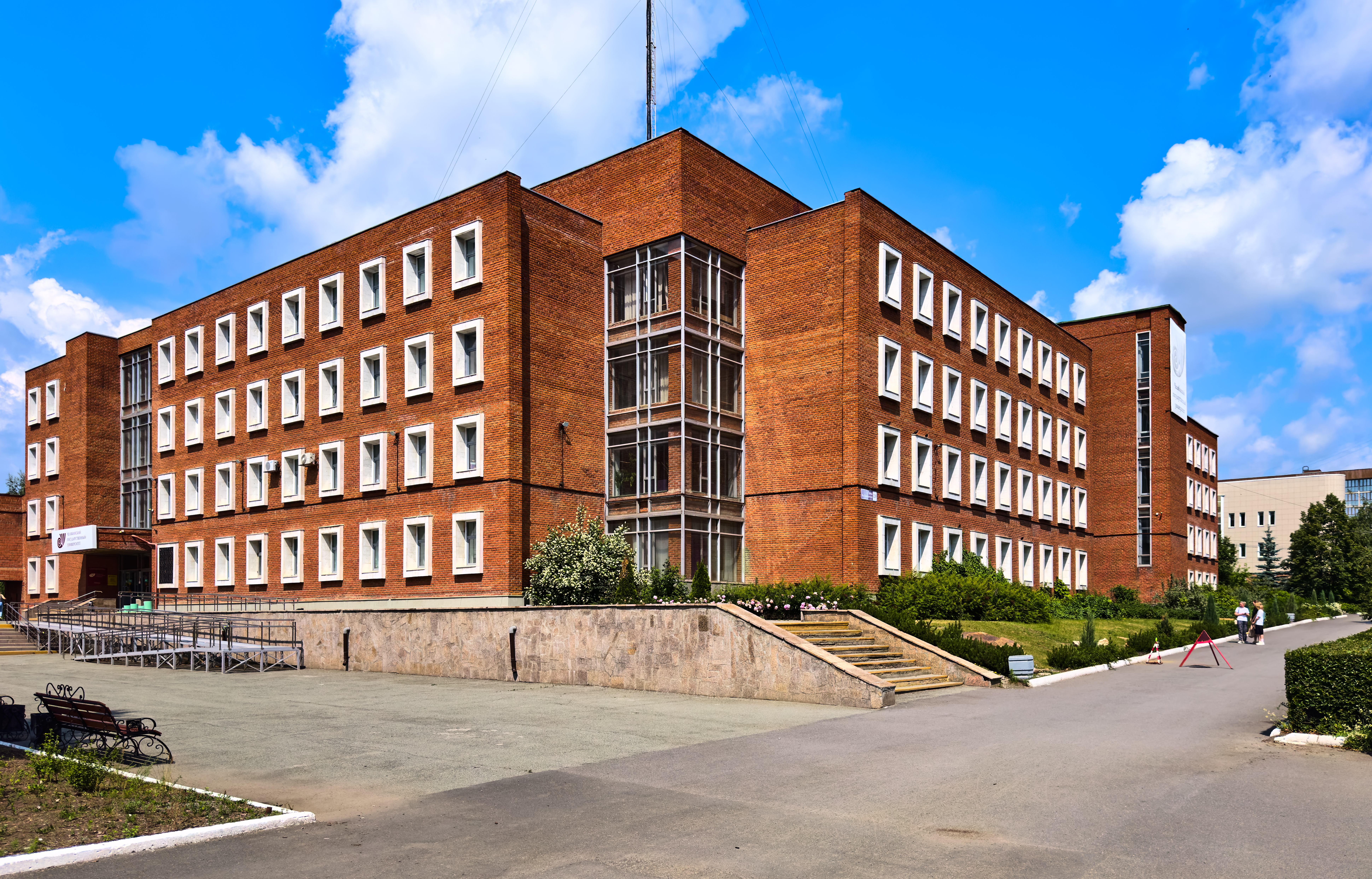
Главный учебный корпус

Университет размещается в восьми учебных корпусах.
В состав университета входят:
- институт информационных технологий
- институт повышения квалификации и переподготовки кадров
- историко-филологический факультет
- институт экономики отраслей, бизнеса и администрирования
- институт образования и практической психологии
- институт довузовского образования
- математический факультет
- физический факультет
- химический факультет
- факультет Евразии и Востока
- факультет экологии
- факультет экономики и управления
- институт права
- факультет лингвистики и перевода
- биологический факультет
- факультет заочного и дистанционного обучения
- факультет журналистики
- факультет фундаментальной медицины
- факультет индустрии спорта и туризма
- колледж
- музей археологии и этнографии
- центр изучения проблем природы и человека
- центр «Аркаим»
- ботанический сад

Аспирантура работает по 19 научным специальностям. Действуют диссертационные советы по защите кандидатских и докторских диссертаций.
Университет имеет филиалы в Троицке, Миассе и Костанае. Троицкий филиал ЧелГУ расположен в комплексе доходных домов Яушевых, памятнике архитектуры.
Челябинский государственный университет является учебным заведением, полностью оборудованным для обучения инвалидов. В университете имеются специализированные лифты, пандусы, электрические подъёмники и туалетные комнаты. Все аудитории университета оборудованы специальными местами для обучения студентов с инвалидностью. Инклюзивное образование обеспечивает Ресурсный учебно-методический центр по обучению инвалидов и лиц с ограниченными возможностями здоровья, зоной ответственности которого являются организации Челябинской, Свердловской и Курганской областей.
На базе ЧелГУ существует единственный в городе университетский Санаторий-профилакторий, в состав которого входят кабинеты светолечения, теплолечения, зубоврачебный, процедурный, водолечебные кабинеты, кабинет электросна, фитотерапия, лазеротерапии, массажа и другие.
В 2023 году на территории, прилегающей к первому корпусу ЧелГУ началось строительство Межуниверситетского кампуса международного уровня. В августе 2024 года сдана первая очередь строительства — две студенческие гостиницы.

## Издания университета
В университете с 1976 года издаётся студенческая газета «Университетская набережная».
Издаются научные журналы:
- «Вестник Челябинского государственного университета. Филологические науки»
- «Вестник Челябинского государственного университета. Философские науки»
- «Вестник Челябинского государственного университета. Экономические науки»
- «Magistra Vitae: электронный журнал по историческим наукам и археологии»
- «Челябинский физико-математический журнал»
- «Общество, экономика, управление»
- «Знак: проблемное поле медиаобразования»
- «Медиасреда»
- «Евразийский журнал региональных и политических исследований»
- «Физическая культура. Спорт. Туризм. Двигательная рекреация»

К 45 летию ЧелГУ было издано две книги, о становлении и развитии университета собраны десятки интервью.

## Рейтинги
- 1 в RAEX Локальном рейтинге вузов Уральского федерального округа 2023[14][15][16]
- 28-37 в Superjob рейтинге вузов России по уровню зарплат занятых в сфере экономики и финансов 2023[17]
- 32-33 в Рейтинге публикационной активности российских университетов (раздел Математика) по версии аналитического центра «Эксперт» 2022[18]
- 37 в Рейтинге вузов Фонда Владимира Потанина 2022[19][20]
- 40 в Рейтинге лучших вузов России журнала Forbes 2020[21]
- 46 (среди российских вузов) в Webometrics Ranking of World Universities 2023[22]
- 47-59 в Superjob рейтинге вузов России по уровню зарплат занятых в IT-отрасли 2023[23]
- 56 (среди российских вузов) в Nature Index 2021[24][25]
- 61 в Рейтинге медийной активности университетов 2023[26]
- 83 (среди российских вузов) в SCImago Institutions Rankings 2022[27]
- 83 в HeadHunter Лучшие региональные вузы России 2020/21[28]
- Топ 100 в Национальном агрегированном рейтинге университетов России 2023[29][30]
- 110—134 (среди российских вузов) в QS Emerging Europe & Central Asia Rankings 2022[31][32]
- 152 в HeadHunter Лучшие вузы России 2022/23[33]
- 171—173 в Национальном рейтинге университетов Интерфакс 2023[34][35]
- Топ 10 % в Глобальном агрегированном рейтинге университетов 2024[36]

## Главный корпус ЧелГУ

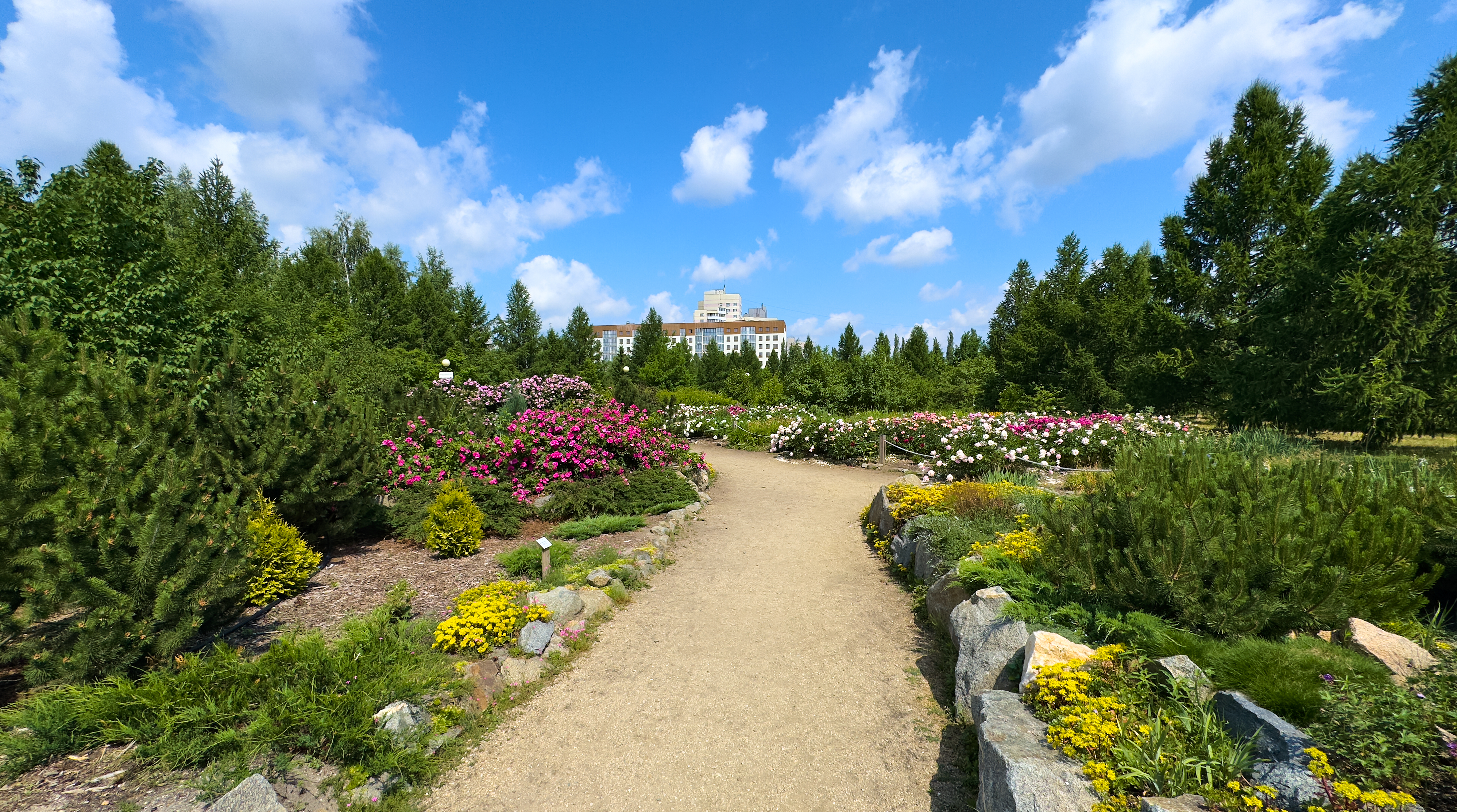
Ботанический сад

Главный корпус Челябинского государственного университета представляет собой комплекс зданий, объединённых переходами в единое целое. Если смотреть на здание главного корпуса Университета сверху, то можно заметить, что корпуса расположены в виде вопросительного знака. Сбоку с восточной стороны главного корпуса расположена большая зелёная зона — ботанический сад ЧелГУ и историко-ландшафтный сад. В главном корпусе так же находится Музей археологии и этнографии ЧелГУ.
В 2011 году завершена вторая очередь стройки, которая расширила главный корпус университета. В новом корпусе располагается большая столовая, театральный зал на 520 мест, а также другие учебные помещения. Корпуса соединены воздушным переходом. В 2019 году начато строительство физкультурно-оздоровительного комплекса с бассейном. В 2020 году открыты лыжероллерная трасса и поле для мини-футбола. В 2023 году началось строительство кампуса.